# Araira
Araira è una città del Venezuela nello stato di Miranda. È il capoluogo della Parrocchia Bolívar che unitamente alla Parrocchia Guatire forma il comune di Zamora, uno dei 21 comuni dello stato di Miranda. Si trova 45 km ad est di Caracas. La città ha 21.000 abitanti. Il suo nome deriva dal fiume omonimo che l'attraversa da est a ovest.

## Geografia fisica
La città si trova in una valle formata dal fiume Araira, che nasce dal ramo nord della Cordigliera della Costa; è a un'altitudine di 340 m s.l.m.; la zona è caratterizzata da una serie di altopiani e terrazzamenti a vari livelli. Tre fiumi nascono nel territorio di Araira: il fiume Salmerón, che passa poi da Capaya e sfocia a Higuerote, e i fiumi Chuspita e Araira che confluiscono nel Rio Grande.

## Storia

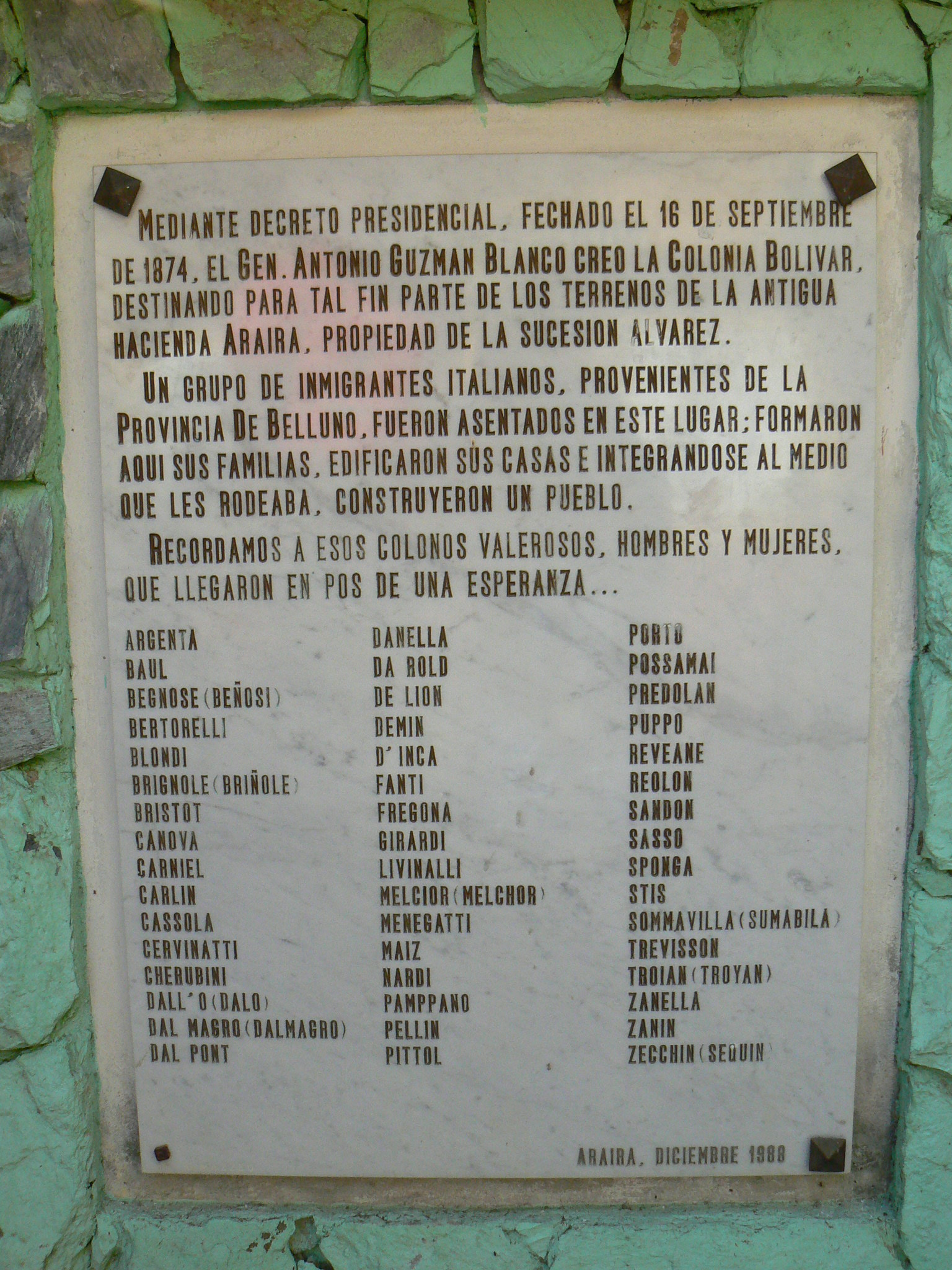
Le famiglie venete fondatrici di Araira

È stata fondata alla fine del XIX secolo come colonia di immigrati italiani, provenienti per la maggior parte dalla provincia di Belluno, insieme ad alcuni immigrati francesi.
Gli italiani arrivarono il 19 marzo 1877 al porto di La Guaira su una nave chiamata "Il Veloce". Erano sessantaquattro famiglie, circa trecento persone, che partiti dalla provincia di Belluno raggiunsero il porto di Marsiglia da dove partirono per l'America. Dal porto di La Guaira raggiunsero Caracas, dove furono alloggiati in un complesso che ha ospitato il convento di La Merced, in località Tienda Honda.
Ecco i nomi di alcune delle famiglie italiane: Argenta, Beretta, Baul, Bertorelli, Bristot, Begnose, Brignole, Carniel, Cassola, Carlin, Canova, Dal Pont, Dall'O, D'Inca, Dal Magro, De Min, Da Rold, Girardi, Livinalli, Melcior, Menegatti, Nardi, Pittol, Possamai, Pellin, Puppo, Predolan, Reveane, Reolon, Stis, Sommavilla, Sandon, Sasso, Sponga, Troian, Trevisson, Zanella, Zecchin, Zanin.
Nel 1882, José María González, governatore ad Araira della colonia Bolívar, fece in modo di riunire queste famiglie italiane, che erano sparse in diverse parti del distretto, tutte nella colonia Bolívar. Il governo nazionale quindi frazionò in parcelle il territorio dove le famiglie italiane si insediarono, costruirono le loro case e la nuova città.

## Economia
L'economia è basata sull'agricoltura, in particolare sulla produzione di mandarini (di cui è il maggior produttore nazionale), tuberi, frutta e ortaggi.

## Aspetti religiosi, culturali e turistici

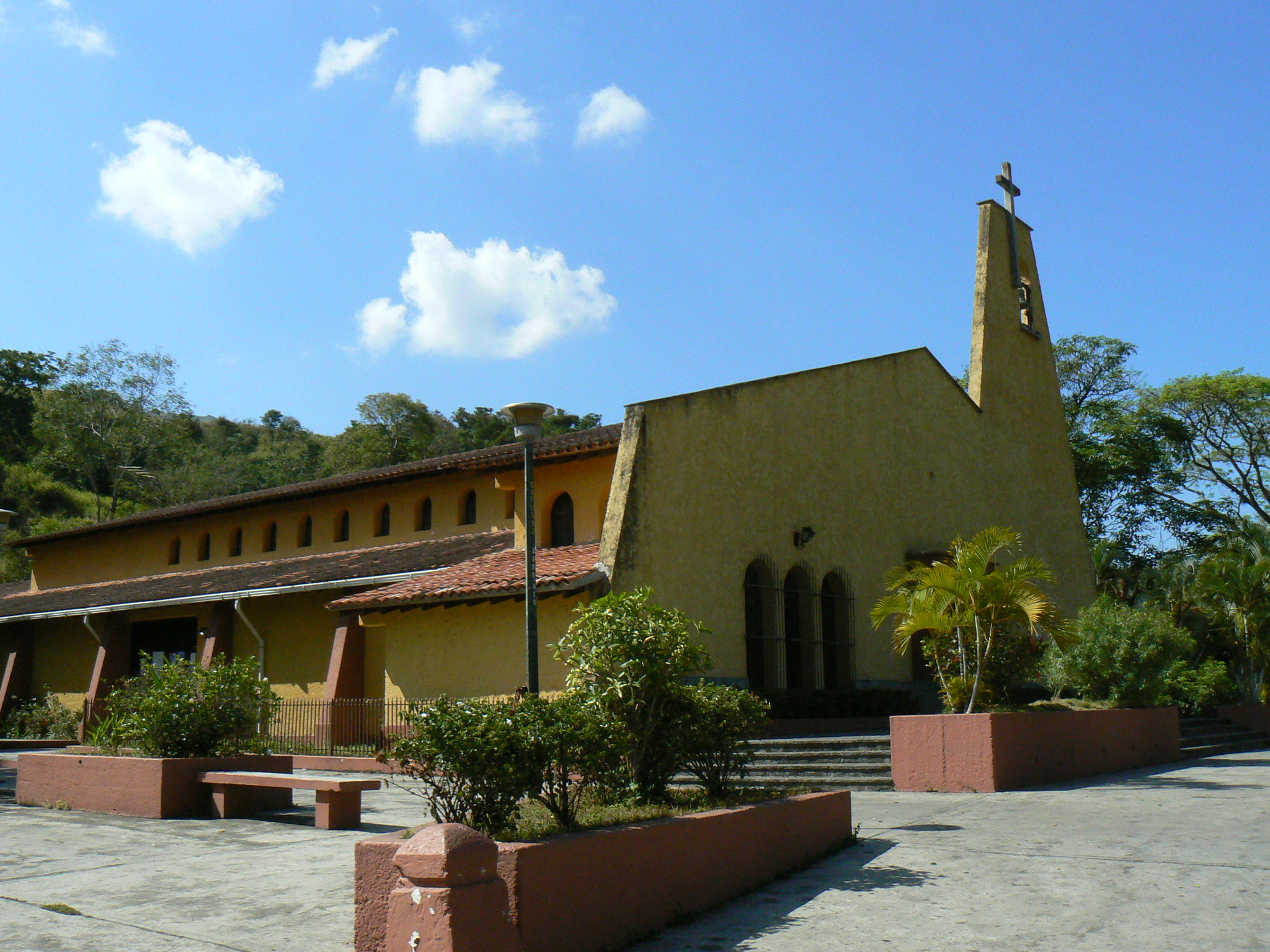
Chiesa parrocchiale di Araira

Patrona della città è la Vergine del Carmine che ricorre il 16 luglio. Sette giorni più tardi, nella via Bolívar, viene allestita l'infiorata.
Tra i luoghi di interesse c'è la chiesa parrocchiale, la piazza 19 de Abril, una piramide (in località Santa Rosalia, che può essere vista soltanto da lontano, non è consentito l'accesso al pubblico), le grotte di Salmerón, le pareti da arrampicata a Chuspita e a Salmerón, e i tre fiumi con abbondanti piscine naturali e cascate.
La città ha una biblioteca, una casa della cultura, uno stadio per il baseball; due scuole elementari pubbliche e una privata, una scuola materna privata, un istituto di scuola secondaria superiore e un istituto professionale; un centro medico, un centro odontoiatrico e una casa di cura. Non ha alcuna filiale di banca, ma è attivo il servizio bancomat e non ha ufficio postale. Il servizio di autobus la collega con Guatire e Caracas. C'è inoltre una stazione radio: Radio Social Araira (RSA) 96.6 FM.